# Résolution 1107 du Conseil de sécurité des Nations unies
Membres permanents
- Chine
- États-Unis
- France
- Royaume-Uni
- Russie

Membres non permanents
- Chili
- Corée du Sud
- Costa Rica
- Égypte
- Guinée-Bissau
- Japon
- Kenya
- Pologne
- Portugal
- Suède

Résolution no 1106 Résolution no 1108
La résolution 1107 du Conseil de sécurité des Nations unies, adoptée à l'unanimité le 16 mai 1997, après avoir rappelé la résolution 1103 (1997) sur la Mission des Nations unies en Bosnie-Herzégovine (MINUBH) et sa Force internationale de police en Bosnie-Herzégovine, a autorisé une nouvelle augmentation des effectifs de police de la MINUBH. 
Le Conseil de sécurité a rappelé les accords de Dayton et augmenté la taille de la composante police de la MINUBH de 120 personnes, à la suite d'une recommandation du secrétaire général Kofi Annan concernant les tâches de ladite composante. Les États membres ont été invités à fournir des observateurs de police qualifiés et d'autres formes d'assistance à la Force internationale de police et à soutenir les accords de Dayton.

## Voir également
- Guerre de Bosnie-Herzégovine
- Guerres de Yougoslavie